# 妃乐酥皮
妃乐酥皮是一种生麵團，由面粉、水和少量油制成。 妃乐酥皮也是巴克拉瓦的原料之一。妃乐酥皮的起源有多種說法，有些說法表示來自希腊人，還有說法表示來自土耳其人。